# 比农岛
比农岛是一个隶属于马来西亚登嘉楼州瓜拉尼鲁斯县的离岸岛屿，占地203英畝（0.82平方），但只有12英畝（0.049平方），或等於该島6%的地段是平地。该岛距离登嘉楼海岸线有35公里，附近也有热浪岛，可从士兆县的墨浪（Merang）码头乘坐渡船约30分钟至该岛。比农岛在1978年到2005年期间曾被用来当作难民营，最高峰时期曾收容多达2万名越南籍难民。

## 历史
1975年越南战争后，数以百万计的越南难民因不想被共产政权统治而逃离南越。根据联合国难民署估计，当时约有20万至40万的越南船民不幸死于海上。基于人道理由，当年5月第一批的47名越南难民正式被有关当局安顿在比农岛，马来西亚则人称他们是“船民”，这些人中其中不少还是专业人士和知识分子。1978年，马来西亚中央政府为了应付大量涌入的越南船民，议决与登嘉楼州政府租借该岛作为难民营，并禁止外人和渔夫进入该岛周边，居住于岛上的越南船民只有在获得第三国收容后才可以离开。聯合國難民最高專員署也在当时耗資1億8000萬元，在岛上兴建各項硬體設備，其中包括發電屋、各式商店、學校、技能訓練中心等。但此后抵达岛上的人数不断增加，使只有能力接待几千名难民的小岛，最高峰时期住着4万人。他们砍伐岛上的树木以搭建成木屋，当地的卫生条件不足，食水短缺，医疗设备简陋，甚至不少人患上了传染病。在恶劣的环境下，船民靠着简单的物资在当地建设家园，并耐心等待第三国如美国、法国和澳洲等的收留。直到1991年难民营关闭前，比农岛曾接待了超过25万名的难民。
1991年10月30日比农岛越南难民营关闭，马来西亚政府遣返难民回越南。1991年11月30日，比农岛终于关闭使用，时任副首相嘉化·峇峇代表中央政府将该岛归还予登嘉楼州政府。直到2005年8月28日，中央政府才遣返最后一批难民回越南，共有9000人。越南难民强烈抗议马来西亚政府的强行遣返行为。在这之后比农岛就被列为受保护的海岛，比农岛没有任何商业化的住宿和餐厅，还是保留着原始的面貌。
越南难民离开后，比农岛建立了马来西亚登嘉楼大学的海洋研究站。该站有供学生和研究人员研究海洋生态系统的生活区和实验室。2003年，州政府在該島建设了新碼頭，同时为島上2座主要宗教场所进行修缮，然而许多设施在经过时间推移和人为破坏后，都已经残旧不堪。同年8月，36名回到该岛澳洲籍越南船民和10位法师也在岛上的慈悲寺举行了超渡法事。
2016年10月，时任登嘉楼州旅游及文化委员会副主席东姑再韩宣布，在不少游客的要求下州政府宣布自2017年登州旅游年开放比农岛，让公众前往参观。但游客需要遵守当局所制定的旅游指南以及限制登岛人数，以确保该岛的生态环境受到保护。当局也计划在未来与相关政府机构合作发展该岛，建设基本设施以为游客提供便利。州政府计划和登州博物馆机构合作将越南船民的遗迹打造为岛上的新旅游景点。

## 基础设施
岛上至今仍保留着当年难民们遗留下来的如基督教堂、佛寺、感谢碑、坟墓、战士纪念碑等设施，但基于比农岛关闭了一段非常长的时间，岛上的设施或遗址都没有得到完好的保护，多半都破损不堪。由于比农岛上没有度假屋或旅馆，游客们多半是住在附近的热浪岛上，然后再前往比农岛潜水及观光。其中在比农岛水深15米的海底有复制的小型登州遗迹石碑、拱门、马来匕首、古代舢板、槟榔嚼罐，与海底生物形成栩栩如生的海底画廊。該島四周的海域也蘊育著高品質的魚種，如黑鯧、馬鮫和鮪魚等。

## 图片集

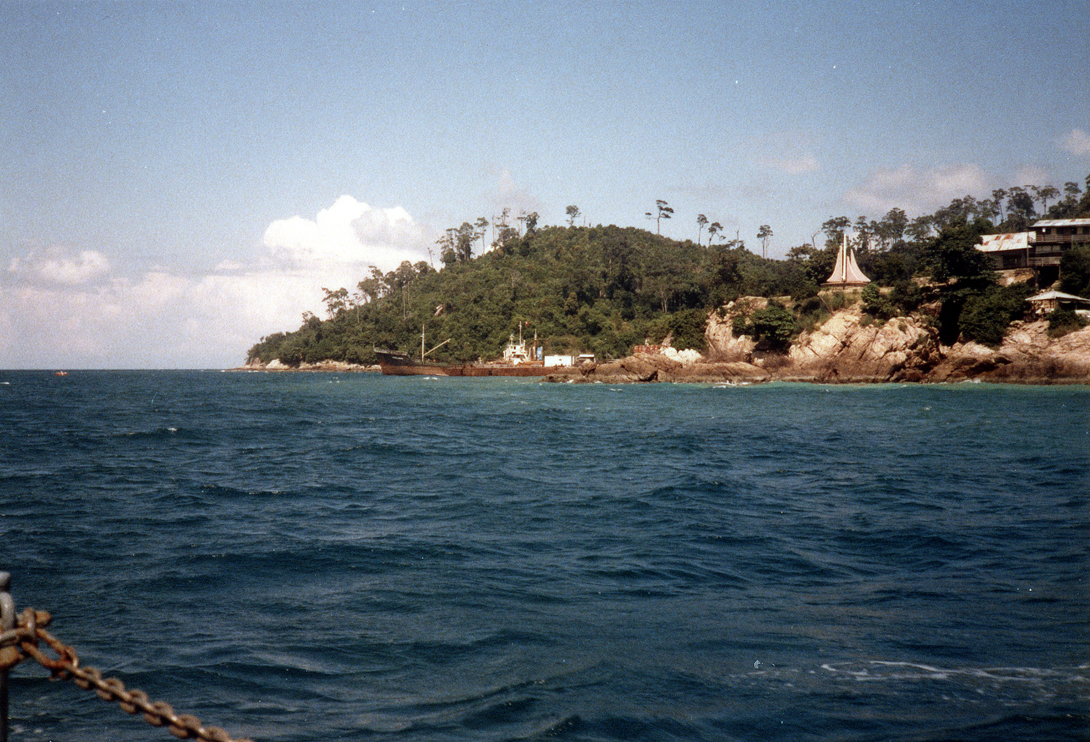
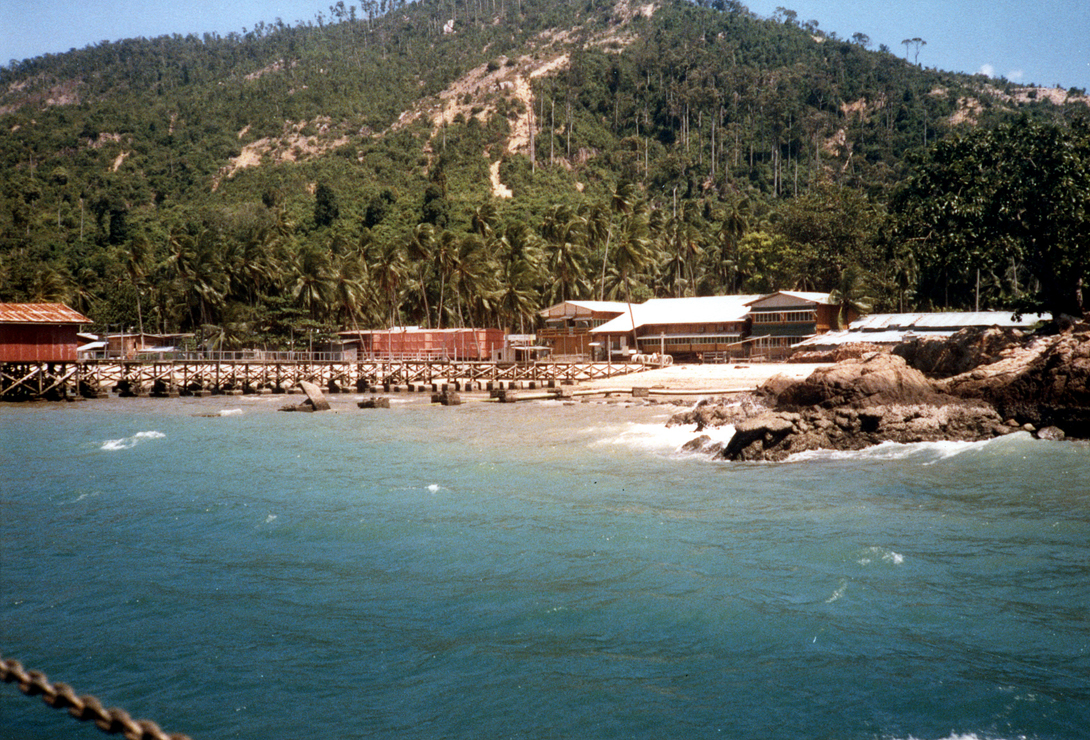
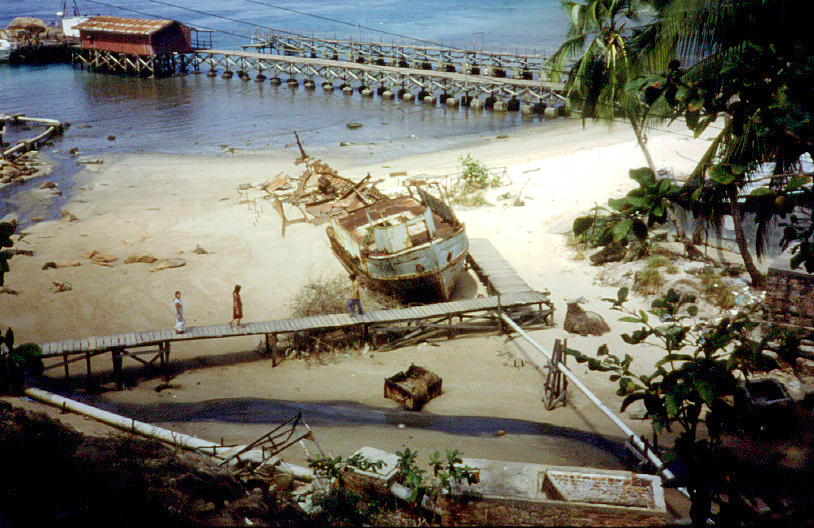
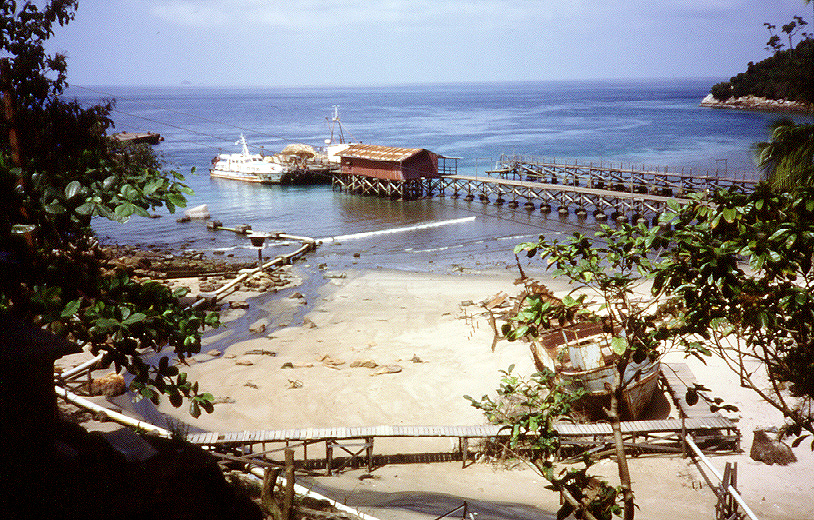
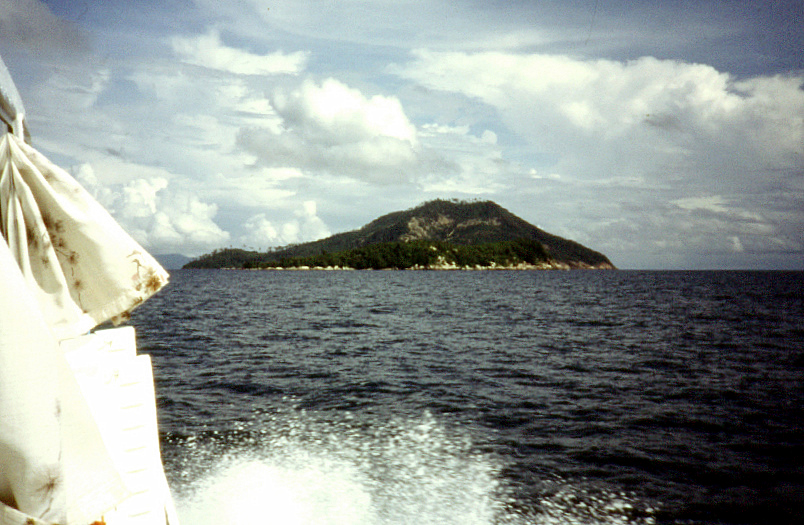